# 啓東市
啓東市（けいとう-し）は中華人民共和国江蘇省に位置する省直轄の県級市であり、しばらくの間、南通市の代理管轄下に置かれている。

## 行政区画
- 鎮:匯竜鎮、北新鎮、恵萍鎮、東海鎮、南陽鎮、海復鎮、合作鎮、王鮑鎮、呂四港鎮
- 経済開発区:啓東経済開発区、啓東浜海工業園、啓東浜江化工園、江蘇呂四海洋経済開発区、啓隆生態科技産業園、啓東海工船舶工業園、啓東江海産業園、円陀角旅遊度仮区